# Intel VIIV
VIIV (udtales så det rimer på engelsk five) er et marketing-initiativ fra Intel. Ligesom Intels Centrino og vPro er VIIV en platform, som involverer en bestemt sammensætning af Intel produkter som sine primære komponenter. VIIV er en åben specifikation for en Intel-baseret media center PC.
Helt specifikt er VIIV en forudbestemt kombination af CPU, motherboard chipset, software, Digital Rights Management og netkort. Intentionen bag er at fungere som en multimedia platform på en PC i hjemmet med funktionalitet til at operere både som en normal PC samt som en hardware medieafspiller. Altså være i stand til at køre programmer, afspille DVD film, Cd’er, MP3, fotofremvisning, spil samt abonnementsbaserede (DRM-beskyttede) tjenester som ILoveFilm, Napster og SKY Movies.

## Lancering
VIIV 1.0 blev lanceret den 5. januar 2006 under Consumer Electronics Show (CES). På dette tidspunkt havde Intel allerede aftaler med firmaer som ESPN, Movielink, T Mobile, Tivo, Yahoo, AOL, Napster, Virgin Records, Gametap, Adobe, Google, DirecTV og Pinnacle. Medieudbydere vil være i stand til at kryptere digitale medier til afspilning på bestemte processorer.
VIIV 1.5, som vil indeholde blandt andet matrix lagring og en integreret media server, vil udkomme i den anden halvdel af 2006.

## Marketing
Med VIIV søger Intel at bringe sig selv i centrum af digital underholdning i hjemmet. Intel gentager marketing modellen for den meget succesfulde Centrino platform, som var den første varemærke platform fra firmaet.
AMD, som er Intels største rival, forsøger at konkurrere direkte med VIIV med AMD Live!. AMD Live! er fokuseret på en Athlon 64 X2 CPU, Microsoft Windows Media Center Edition og et antal partnere i medie- og underholdningsindustrien. AMD har dog ikke annonceret nogen kompatible abonnementsservices til film og andre medier.

## Digital Rights Management
VIIV platformen tillader producenter af digitale medier at beskytte deres indhold, så som abonnementsbaserede film, spil og musik, med DRM teknologi. Platformen i sig selv tilføjer eller fjerner ikke DRM fra medieindhold og laver heller ikke nogen ændringer i hvorledes DRM beskyttet indhold håndteres. DRM fungerer på en PC baseret på Intel VIIV teknologi som på enhver anden PC.
Ligesom DRM beskyttet indhold, er VIIV systemer fuldt ud i stand til at afspille ubeskyttet ikke-DRM indhold så som DivX og MP3 uden modifikationer. Systemerne kan også fungere på peer-to-peer netværk som Bittorrent, Kazaa og Soulseek uden restriktioner.
VIIV 1.5 systemer vil understøtte en teknologi ved navnet DTCP-IP (Digital Transmission Content Protection over Internet Protocol) som beskytter indhold transmitteret over et hjemmenetværk. Enheder behøver ikke at indeholde Intel teknologi for at afspille indhold beskyttet med DTCP-IP. Denne teknologi vil udelukkende fungere på indhold som sendes fra en PC til andre enheder på et hjemmenetværk. 
Teknologien i Intels nye desktop Core 2 Duo arkitektur Conroe (lanceres i Juli 2006) vil sandsynligvis indeholde valgfrie komponenter som understøtter Trusted Computing Groups kommunikationsprotokol TPM til kopibeskyttelse. For VIIV vil dette kunne bruges til at sikre at ingen enhed på et hjemmenetværk vil være i stand til at optage abonnementsbaseret indhold. Inkludering af TPM i VIIV 1.5 og 2.0 er endnu ikke bekræftet officielt.

## Komponenter
For at blive certificeret som en VIIV platform PC skal maskinen indeholde en dual-core processor:
- Intel Pentium D
- Intel Pentium Extreme Edition
- Intel Core Duo
- Intel Core 2 Duo
- Intel Core 2 Extreme

Sammen med et af følgende chipsets:
- Intel 975X Express, 955X Express, 945G Express, 945P Express, 945GT Express
- Mobile Intel 945GM Express

Samt et af følgende netkort:
- Intel PRO/1000 PM, PRO/100 eller PRO/100 VM

Andre komponenter for en VIIV PC kan indeholde:
- Intel Matrix Storage teknologi til at opsætte et RAID 0, 1, 5 eller 10 array.
- Understøttelse for op til 1080i HD TV.
- Mulig Integrated Media Server (IMS) – software designet til transmission til bærbare enheder i samme lokalnetværk.
- 64 bit processor (undtagen Core Duo)
- Gigabit ethernet controller (kun med et Intel PRO/1000 PM netkort)
- Integreret digital videooptager (DVR)
- Muligvis en TV tuner
- Mindst 5.1 surround og op til 7.1 surround.
- Intels Quick Resume teknologi tillader opstart og nedlukning på få sekunder som med en normal VCR eller DVD afspiller.
- Windows XP Media Center Edition 2005 med Update Rollup 2 eller Windows Vista.